# Michael McDonald
Michael McDonald er en sanger, musiker og sangskriver fra USA. Han er bl.a. kendt som medlem af gruppen The Doobie Brothers, i dag dog mest solist.

## Diskografi
| Studiealbums - If That's What It Takes (1982) - No Lookin' Back (1985) - Take It to Heart (1990) - Blink of an Eye (1993) - Blue Obsession (2000) - Motown (2003) (coveralbum) - Motown Two (2004) (coveralbum) - Soul Speak (2008) (coveralbum) - Wide Open (2017) | Julealbums - In the Spirit: A Christmas Album (2001) - The Best of Michael McDonald: The Christmas Collection (2004) - Through the Many Winters, A Christmas Album (2005) - This Christmas (2009) - Season of Peace: The Christmas Collection (2018) |